# Pekařka má tolary
Pekařka má tolary (ve francouzském originále La Boulangère a des écus) je opéra bouffe o třech dějstvích a čtyřech obrazech francouzského skladatele Jacquese Offenbacha na libreto Henriho Meilhaca a Ludovica Halévyho. V první verzi měla premiéru 19. října 1875 v pařížském divadle Théâtre des Variétés, v přepracované druhé verzi pak 27. dubna 1876 tamtéž.

## Vznik, charakteristika a první inscenace
Název Pekařka má tolary je i názvem slavné písně písničkáře Pierra Galleta z roku 1737, poněkud libertinského obsahu o pekařce, která si vydělala mnoho peněz díky svým volným mravům. Projekt této opéry bouffe pro Théâtre des Variétés byl oznamován v tisku od léta roku 1874, a to se značným očekáváním. Po pěti letech od poslední spolupráce (Bandité) se zde měla sejít velmi dvojice libretistů Meilhaca a Halévyho s Jacquesem Offenbachem, navíc se slavnou Hortense Schneiderovou v titulní roli, a navázat na své triumfy z 60. let 19. století. Práce na opeře se táhla; jednak libretistům chyběl potřebný entuziasmus, jednal skladatel začal současně pracovat na dvou dalších objemných dílech, Cesta na Měsíc a Kreolka.
Nemálo potíží vyvolala rovněž předurčená představitelka hlavní role bohaté pekařky, operetní diva Hortense Schneiderová, která (vedle vysokých finančních nároků) požadovala mnoho úprav, zejména v tom směru, aby její postava jasně dominovala nad všemi ostatními, především nad postavou Toinon, určenou pro populární Paolu Marié. (Opakovala se tak situace z poslední spolupráce autorského tria se Schneiderovou na opeře Diva roku 1869.) Autoři se jí snažili vyhovět, ale při zkouškách se situace ukázala neřešitelnou a ředitel divadla Eugène Bertrand byl nucen rozvázat se Schneiderovou smlouvu. Namísto ní byla angažována Marie Aimée, která se právě vrátila do Paříže z velmi úspěšného amerického angažmá. Marie Aimée již jednou Hortense Schneiderovou nahradila, a to roku 1869, když Schneiderová ve zlém upustila Théâtre des Variétés, a stala se tak oblíbenkyní odpůrců Schneiderové. Hortense Schneiderová se soudně domáhala odškodnění a dosáhla ho, byť pouze 5 tisíc franků namísto požadovaných 50 tisíc. Proces jí nepřinesl přízeň veřejnosti (už tak uvadající), ale tato široce diskutovaná příhoda naladila i veřejnost kriticky vůči nové opeře. Pekařka má tolary měla nakonec premiéru 19. října 1875 před vybraným publikem – v němž ostentativně chyběla Hortense Schneiderová.
Premiéra Pekařky měla celkový úspěch a v několika dnech dosáhlo Théâtre des Variétés rekordních tržeb, ale tento trend se brzy zvrátil. Diváků ubývalo, a přestože se vedení divadla snažilo dosáhnout alespoň 50 repríz, byla opera nakonec stažena 4. prosince 1875 po 47. představení; neplánovaný výpadek nahradila repríza Pařížského života. V dobovém kontextu to byl neúspěch, zejména vzhledem k očekávání, které nová spolupráce Meilhac-Halévy-Offenbach vyvolávala.

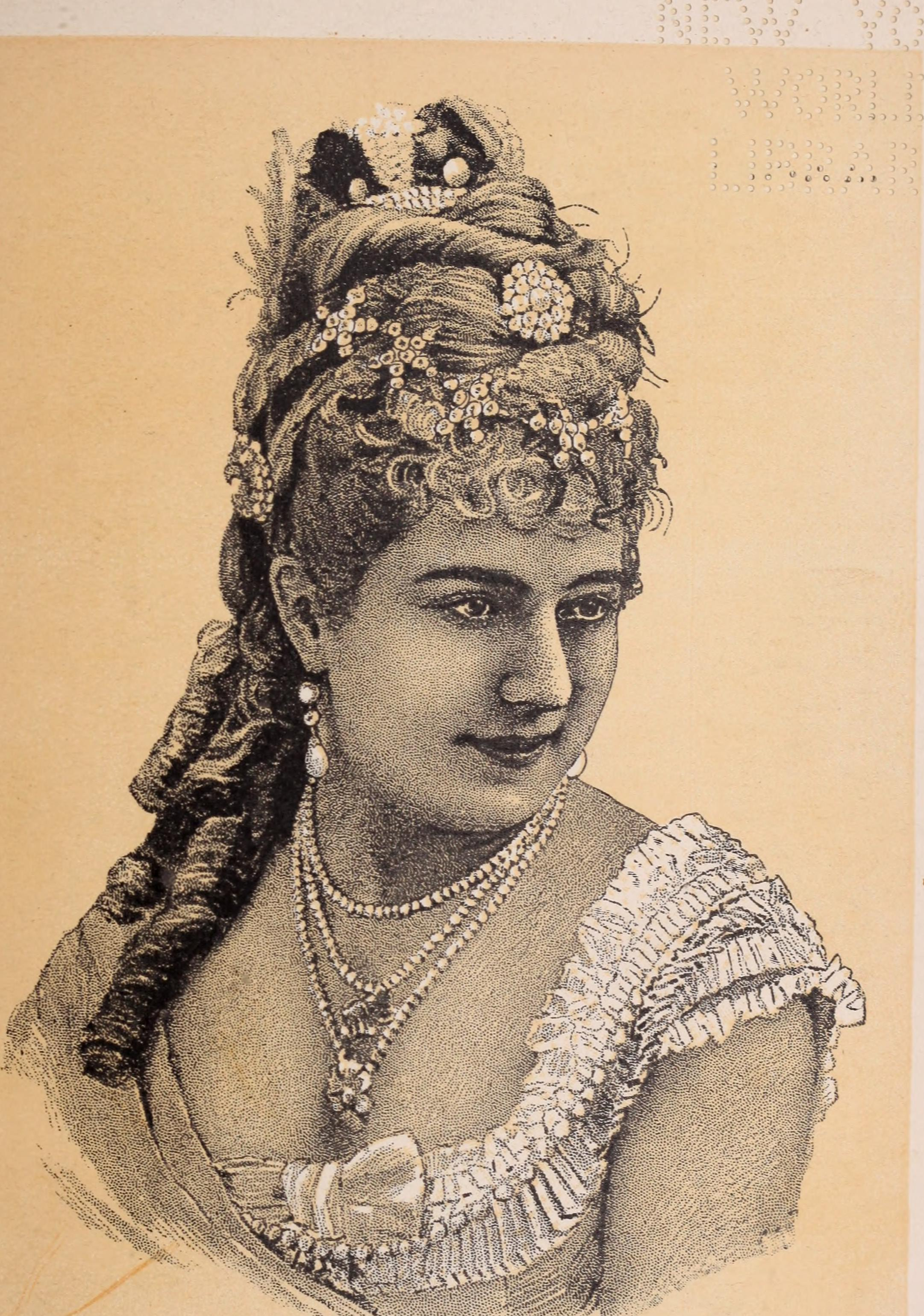
Marie Aimée, první Margot. Kresba z 80. let 19. století.

Kritické přijetí bylo různé. Větší kritiky se dočkalo libreto; jestliže Henri Moreno v hudebním týdeníku Le Ménéstrel se domnívá, že Meilhac a Halévy „nešetřili důvtipem“, Noël a Stoullig ve své ročence litují, že v libretu „nenacházíme žádný z těch půvabných a neotřelých nápadů, které mají Velkovévodkyně a Pařížský život“, a Raoul de Saint-Arroman v La Chronique musicale přímo burcuje: „Je to odporný kus, a ať je jeho peněžní úspěch u příliš shovívavého publika jakýkoli, přesto zůstane skvrnou na díle dvou duchaplných mužů, kteří měli tu nešťastnou odvahu ho podepsat.“ První dějství bylo oceňováno nejvíce, zato třetí akt, ve kterém nad komedií i dramatickým obsahem převládala fraškovitost, byl terčem nejvíce kritiky. Offenbachova hudba byla celkově oceňována o řád výše, i když v podobném rozpětí názorů: Moreno žasne nad „tak vytrvalou svěžestí myšlenek“ i po 25 letech hudebně-dramatické tvorby, Noël a Stoullig se domnívají, že „invence občas pokulhává, ale důvtip je stále přítomen“, podle Saint-Arromana je však Offenbachova Múza „očividně na konci svých sil“. Přesto však pochvalně zmiňuje předehru – rozvíjející téma Galletovy písně La boulangère a des écus –, romanci Toinon v prvním dějství, kuplet Margot a duet Margot a Toinon ve druhém dějství. Jiní kritici přidali i sbor pážat a rozvinutý duet Bernardilla a Toinon v prvním dějství a vzali na milost i komický duet o mlynářích a kominících z druhého dějství, který se publiku zvláště líbil; třetí dějství bylo oceňováno nejméně i po hudební stránce.
Relativní neúspěch Pekařky v prvé verzi u obecenstva nepramenil z estetických výhrad k libretu nebo hudbě, spíše zde hrály roli jiné faktory. Z hudební stránky měly zejména Toinonina romance (jíž pozdější hostorik francouzské operety Florian Bruas přiznával „mozartovskou inspiraci“) a mlynářský duet podmínky k samostatnému životu, ale přesto chyběl skutečný „hit“, který by se rozšířil do salonů, kaváren a tančíren. Libreto nepřipomínalo satirická a parodická díla osvědčené autorské dvojice z doby před francouzsko-pruskou válkou, spíše se v celku i v jednotlivých detailech inspirovalo největším hitem tehdejší doby, operetou Dcera madame Angot Offenbachova konkurenta Charlese Lecocqa. Přesto se mu zejména ve třetím aktu nedařilo udržet pozornost diváků a nasazení vynikajících a oblíbených komiků (Pradeau, Berthelier, Léonce, Baron) se míjelo účinkem kvůli malému prostoru, který jim libreto poskytovalo. Představitelka hlavní role, Marie Aimée, naopak oslnila obecenstvo výlučně nevídaným množstvím šperků, které si přivezla z Ameriky, jinak však herecky ani pěvecky na roli psanou pro nezaměnitelnou osobnost Hortense Schneiderové zjevně nestačila a musela se o sobě dočíst, jak „… jí její křiklavý hlas stahuje do šklebu matný, bezvýrazný obličej“. Velkou chválu si díky hereckému i pěveckému projevu vydobyla Paola Marié jako Toinon. Vlastně tím potvrdila obavy Schneiderové a skutečně zastínila představitelku hlavní role, což ovšem nebylo ve prospěch opery jako celku.
Hlubší příčiny, proč Pekařka tehdy – ale z historického hlediska vlastně nikdy – nedosáhla velkého úspěchu, zaznamenává Ludovic Halévy ve svých zápiscích, v nichž své zklamání popisuje takto: „Offenbach, Meilhac a já už to nedokážeme, tak je to. Udělali jsme toho už příliš. Docházejí nám sbory, příchody a odchody, průvody, odjezdy, kuplety dvorních dam, ronda pážat… A navíc už nám není dvacet, ba ani čtyřicet. Odvaha a fantazie odcházejí s mládím, a toto je žánr, který více než jiné potřebuje odvahu a fantazii. Myslím, že nyní umíme velmi dobře své řemeslo. A to má své nevýhody. Stáváme se bázlivými, obezřetnými. Už nemáme drzost začátečníků, už se nevrháme do vody po hlavě, aniž bychom se starali o její hloubku. Hledáme žebřík, po kterém bychom slezli. Šátráme po opoře. Je tam příčle? Je… dobrá. A tak nic neriskujeme a vyrobíme Pekařku, povrchní a všední věc, která nemohla ani uspět, ani propadnout; a to se i stalo.“

## Druhá verze opery
Prý již po premiéře se začali autoři domlouvat na určitém přepracování opery, především posledního aktu, který byl obecně považován za slabý. Koncem roku 1875 pracovali na upravené verzi – Le Figaro přinesl již 29. listopadu první podrobnosti, – a Offenbach se pokoušel zajistit její uvedení ve Vídni. První volbou bylo divadlo Theater an der Wien, to však dalo namísto Pekařky přednost uvedení Offenbachovy jiné novinky Kreolka (8. ledna 1876), a proto skladatel smluvně zajistil její uvedení v divadle Carltheater před koncem zimní sezóny. Jeho ředitel Franz von Jauner však překvapivě uvedl místo toho vlastní revui Cesta na Měsíc, přestože premiéru Offenbachova stejnojmenného díla současně připravovalo Theater an der Wien. Skladatelova cesta do Vídně však nebyla pro Pekařku úplně marná, neboť již 22. února 1876 měla premiéru v maďarském jazyce, a to v překladu Jenő Rákosiho (A talléros pékné) v Lidovém divadle (Népszínház) v Budapešti. V hlavních rolích vystoupily tehdejší divadelní hvězdy Lujza Blahaová jako Margot a Emília Szíklaiová jako Toinon a Pekařka dosáhla na dobové budapešťské poměry velmi pěkných 28 repríz.

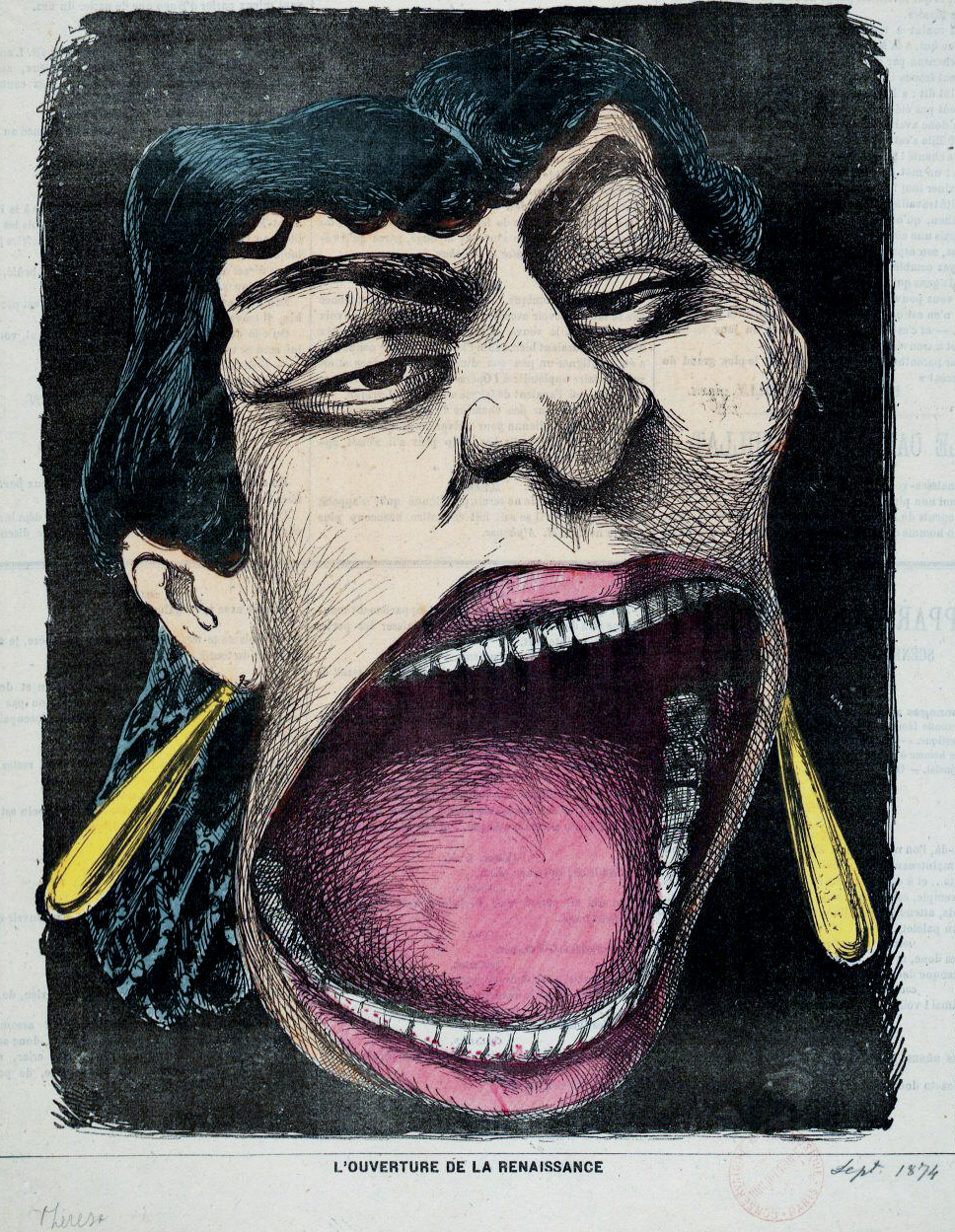
Thérèsa, karikatura z roku 1874

Hned po návratu z Vídně začal Offenbach připravovat k brzkému upravenou verzi Pekařky, a to i přes námitky libretistů, podle nichž se mělo několik let počkat, než se na neúspěch původní verze zapomene. Podnětem bylo angažování kabaretní zpěvačky Thérèsy (vlastním jménem Emmy Valladonové), která si od února 1876 odbývala operetní křest v Offenbachově Cestě na Měsíc a skladatel věřil, že v titulní úloze jeho Pekařky zaručí této opeře zasloužený úspěch. Premiéra nové verze se konala 27. dubna 1876 – jen dva dny po derniéře Cesty na Měsíc – a autoři ji přepracovali jednak podle zkušeností s první verzí a ohlasů na ni, jednak tak, aby vyhovovala osobnosti, projevu a hlasovým schopnostem nové představitelky.
- 1. dějství, považované i kritikou za nejpodařenější, podlehlo nejméně změnám. Až na poslední chvíli bylo vypuštěno číslo 3 – sbor trhovkyň a atmosféru udávající kuplet policejního komisaře Ah! le beau temps que la Régence, který byl přenesen do 3. dějství.
- ve 2. dějství byl vypuštěn kritikou málo oceňovaný kuplet Bernardilla, tvořící součást prvního čísla, a Margotina romance byla nahrazena pikantnějším šansonem. Přepracováno bylo i finále tohoto dějství tak, aby zvětšilo úlohu Margot (kuplet Comment qu' t'as dit ça, commissaire?... Trois cents femelles), a bylo pozměněno i dějově: zatímco v první verzi se Bernardille rozhodl pro Toinon a Margot ho ze žárlivosti vydala policii, aby toho vzápětí litovala, ve druhé verzi Bernardille k rozhodnutí nedojde a Margot se zapojuje do boje žen proti policii, jehož výsledek (zatčení Bernardilla) se dozvídáme až v následujícím aktu.
- 3. dějství bylo přepracováno nejvíce. Původní nápad libretistů nahradit je honosným plesem u prince-regenta nebyl plně proveden. Dějství bylo rozděleno do dvou obrazů, přičemž původní 3. dějství v kondenzované a zkrácené verzi se stalo prvním obrazem. V první verzi Bernardillův útěk skončí nezdarem, je znovu uvržen do vězení, poté Margot a Coquebert (v 1. verzi Criquebert) přijdou v přestrojení za prodavače kokosů, aby opili stráž a Bernardilla vysvobodili, nakonec však se vrací Toinon od regenta, na němž si vyprosila milost pro Benardilla. Ve druhé verzi se Bernardillův útěk zdaří a následuje druhý obraz v předpokoji audienční síně se čtyřmi novými vedlejšími postavami. Jednou z nich je Madame de Parabère – určená pro další kabaretní zpěvačku, Angèle – která převzala kuplet o regentství z prvního dějství. Místo původního Margotina a Coquebertova duetu o kokosu zaujímá Margotin kuplet Eh bien, je l'ai vu, c' fameux Régent! a jiné bylo i finále, do kterého Thérèsa později zařadila reprízu Trois cents femelles z finále 2. dějství.

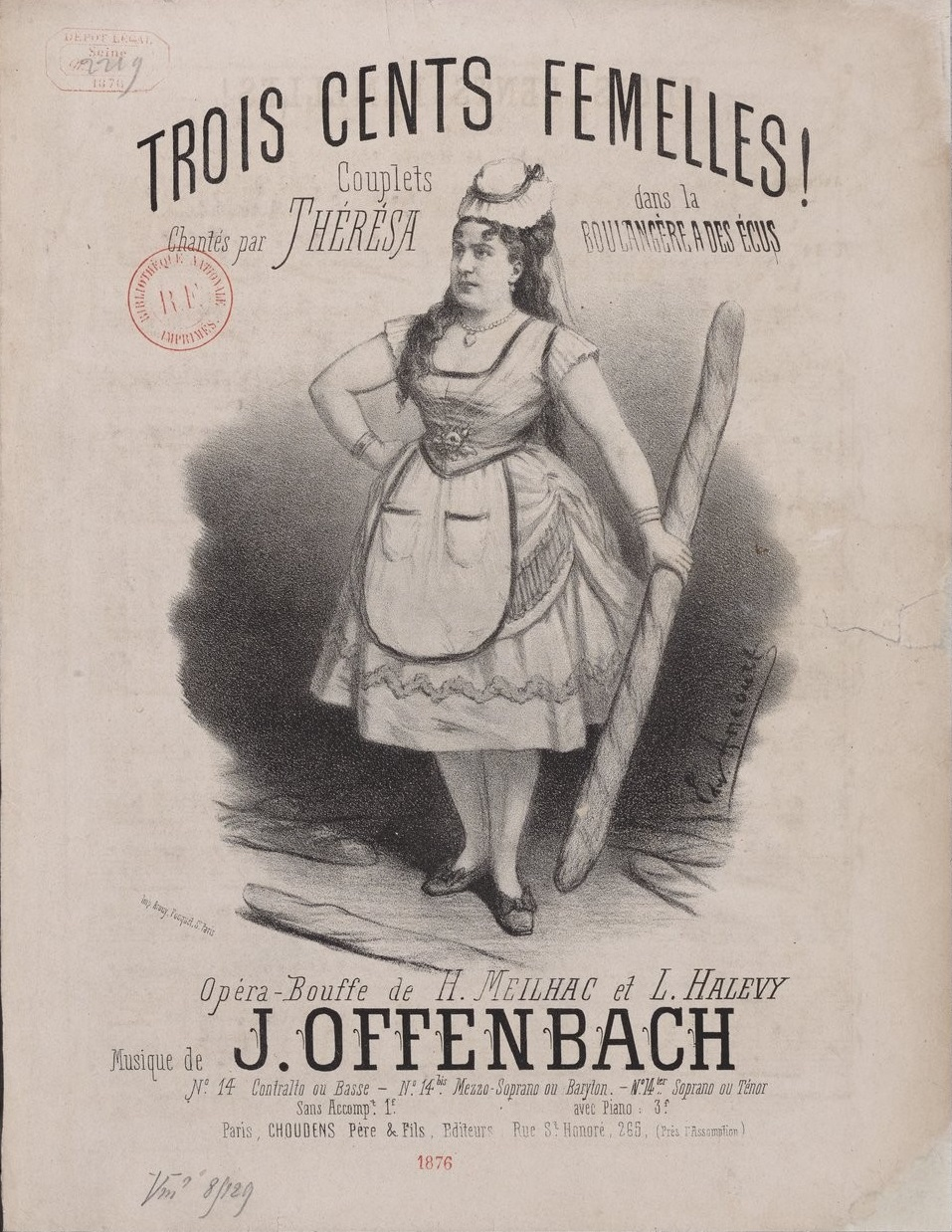
Píseň Trois cents femelles, titulní strana not s portrétem Thérèsy.

Thérèsa a její nová píseň Trois cents femelles se staly skutečně klíčem k úspěchu nové verze Pekařky. Ludovic Halévy napsal: „Thérèsa měla pravdu… My tomu vůbec nerozumíme, je třeba se sklonit před skutečností. Byl tam zlatý hřeb, a tím byla ovšem píseň o třech stech ženských. Hlediště bylo do té doby chladné, očekávali jsme ve skutečnosti porážku… Ale když se Thérèsa, s rukama za zády, postavila před komisaře a spustila své Comment qu' t'as dit ça, commissaire?, hlediště nastražilo uši, a když zavyla své Nous sommes ici trois cents femelles…, rozpoutalo se opravdové nadšení. […] Thérèsa zachránila Pekařku, a co jsem čekal, že bude ranou z milosti, se stalo trefou do černého.“ A Offenbach se radoval, že se jeho divadelní instinkt nemýlil: „Věděl jsem, že mám pravdu, když jsem Thérèsu bránil proti všem,“ psal řediteli divadla Bertrandovi. Triumf však sledoval již zdálky: účastnil se sice ještě zkoušek, v době uvedení této nové verze byl však již na turné po Americe. Opera Pekařka má tolary se hrála celkem 35krát až do konce sezóny, pak opět od září (26krát) a na podzim roku 1877 ji převzalo divadlo Théâtre des Menus-Plaisirs i s Thérèsou v titulní roli. 36 dalších repríz v Menus-Plaisirs zvedlo celkový počet představení na 144.
Pekařka má tolary zůstala poslední spoluprací tria Meilhac – Halévy – Offenbach.

## Další inscenační historie

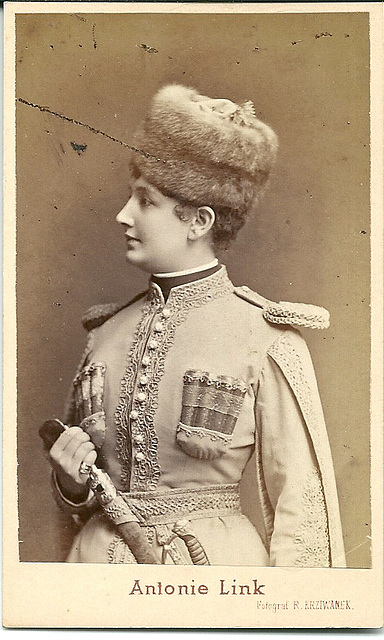
Antonie Linková, první vídeňské představitelka Margot v operetě Pekařka má tolary (na fotografii jako Fatinica ze stejnojmenné Suppého operety)

Prvním mimofrancouzským uvedením opery Pekařka má tolary byla zmiňovaná maďarská inscenace. S ročním zpožděním oproti původnímu plánu se nakonec konala i premiéra ve Vídni, v divadle Carltheater, a to 17. února 1877 za účasti kompletní sestavy hvězd tohoto divadla. Místo původně uvažovaného názvu Millionärbäckerin aus Paris se nakonec použil název Margot, die reiche Bäckerin (tj. „Margot, bohatá pekařka“). Vídeňská kritika vyjadřovala výhrady k libretu, které postrádalo originalitu a příliš připomínalo Dceru madame Angot, mnohem příznivější byla k hudbě, která „obsahuje řadu výrazných melodií, které se rychle usídlí v uchu a brzy budou jistě znít z mnohých úst, skřipek či kolovrátků“. Ale povšimla si i menšího zájmu diváků, který skutečně postupně vyprchal. Hned několik zpěváků vídeňské inscenace v čele s Caroline Finalyovou (Toinon), dobře známou berlínskému publiku, účinkovalo i v německé premiéře Pekařky, která se konala 10. května 1877 v berlínském Wallnerově divadle (Wallner-Theater). Recenzent Ferdinand Gumbert v týdeníku Berliner Musikzeitung byl k dílu zdrženlivý: „jeho největší předností je, že není obscénní. Kdo by chtěl ještě od Offenbacha vyžadovat něco nového?“ Vyzdvihl spíše vložené kuplety pocházející od kapelníka Carltheatru Johanna Brandla. 4. října 1878 se pak pod názvem Bagermadamen konala premiéra dánské verze v kodaňském divadle Casino, kde zaznamenala značný úspěch a z repertoáru divadla definitivně zmizela až roku 1902 po 72. repríze.
Úpravu pro britská divadla provedl adaptátor řady francouzských operet Henry Brougham Farnie. Ponechal jí francouzský, byť zkrácený název La Boulangère, ale změnil řadu prvků v textu – například páže Ravannes je v jeho podání mladý Ludvík XV. Premiéra se konala 16. dubna 1881 v londýnském Globe Theatre a přes obsazení oblíbenými herci dosáhla jen 40 repríz, což bylo v prostředí anglické metropole považováno za neúspěch.
13. prosince 1877 se Pekařka má tolary hrála poprvé ve Španělsku, a to jako La panadera del Campillo v překladu Carlose Núñeze y Granése v madridském divadle Teatro Apollo. Portugalská premiéra se konala v lisabonském divadle Theatro da Trinidade 21. ledna 1879 pod názvem O milho da padeira; tato inscenace byla dosti úspěšná a na repertoáru vydržela jeden a půl roku. V Itálii ji hrály kočovné francouzské divadelní společnosti: už 18. února 1877 se například hrála v římském Teatro Argentina a téhož roku i v neapolském Teatro Sannazzaro. Již roku 1876 koupilo od Choudensova nakladatelství práva k Pekařce pro Itálii nakladatelství Sonzogno, které následně vydalo i klavírní výtah opery s italským textem pod názvem La Fornaja degli scudi; o jejím provedení v italštině však nejsou zprávy.
Do Ameriky přivezla operu Pekařka má tolary první představitelka její titulní role, slečna Marie Aimée. Zatímco v Paříži byl její výkon kritizován, v Americe byla obdivována a Pekařka tvořila součást kmenového repertoáru její společnosti; poprvé ji zde hrála 26. února 1877 v newyorském Eagle Theater. V angličtině ji diváci ve Spojených státech amerických slyšeli až 21. listopadu 1881 pod názvem The Bakeress Who Has Money; úlohu Margot zpívala Louise Lesterová. Kočovné francouzské divadelní společnosti tuto operu v následujících letech uvedly i do dalších amerických lokalit, například do Teatro Alcazar v Rio de Janeiru.
Většího mezinárodního rozšíření a trvalejšího jevištního života Pekařka nedosáhla, přestože jí například významný americký historik zábavného hudebního divadla Kurt Gänzl přiznává „dobré a chytré libreto a svěží a atraktivní melodie“. Přes existenci rozhlasové nahrávky na svou jevištní renesanci tato opéra bouffe dosud čeká.

### České země
Jediným divadlem, které operu Pekařka má tolary v českých zemích uvedlo, bylo Královské městské divadlo v Olomouci. Stalo se tak ve vídeňské verzi, tedy v němčině a pod názvem Margot, die reiche Bäckerin, a premiéra se konala 20. února 1881. Kritika olomouckého listu Mährisches Tagblatt nebyla k dílu příznivá; domnívala se, že Offenbachova inspirace pokulhávala a že se opereta příliš snažla podobat Dceři madam Angot, aniž by na jediném místě dosahovala její úrovně. Libreto má za málo duchaplné, nesrozumitelné a nudné. I provedení bylo prý chvatně připravené, hudebně substandardní a herecky nevýrazné. Pekařka také z olomouckého jeviště vzápětí zmizela a jiné divadlo v českých zemích už si na ni netrouflo.

## Osoby a první obsazení
| osoba                                                                                          | hlasový obor           | premiéra 1. verze (19.10.1875)           | premiéra 2. verze (25.4.1876)   | vídeňská premiéra (17.2.1877) | česká premiéra (20.2.1881) |
| ---------------------------------------------------------------------------------------------- | ---------------------- | ---------------------------------------- | ------------------------------- | ----------------------------- | -------------------------- |
| Margot                                                                                         | soprán                 | Marie Aimée                              | Thérèsa (vl. jm. Emma Valladon) | Antonie Link                  | Leeb                       |
| Toinon, hostinská                                                                              | mezzosoprán            | Paola Marié                              | Paola Marié                     | Caroline Finaly               | Raul-Hoppe                 |
| Bernardille, kadeřník                                                                          | tenor                  | José Dupuis                              | José Dupuis                     | Joseph Eppich                 | Hauck                      |
| Komisař                                                                                        | tenor                  | Étienne Pradeau                          | Étienne Pradeau                 | Joseph Ausim                  | …                          |
| Flammèche, policejní agent                                                                     | tenor                  | Jean Berthelier                          | Jean Berthelier                 | Josef Matras                  | Lindau                     |
| Délicat                                                                                        | tenor                  | Léonce (vl. jm. Édouard-Théodore Nicole) | Léonce                          | Karl Blasel                   | Skriwanek                  |
| Coquebert                                                                                      | baryton                | Baron (vl. jm. Louis Bouchené)           | Baron                           | Bruno Hildebrandt             | …                          |
| Madame de Parabère                                                                             | …                      | –                                        | Angèle                          | Therese Braunecker-Schäfer    | …                          |
| Madame de Sabran                                                                               | …                      | –                                        | Edmée                           | Malinovsky                    | …                          |
| Madame d'Avère                                                                                 | …                      | –                                        | –                               | Fernau                        | …                          |
| Madame de Phalaris                                                                             | …                      | –                                        | Klein                           | Krauß                         | …                          |
| Ravannes, páže vévody z Orléans                                                                | soprán (rôle travesti) | Heumann                                  | Heumann                         | Rosa Streltmann               | …                          |
| Finančník                                                                                      | baryton                | Daniel Bac                               | Daniel Bac                      | Skriwanek                     | …                          |
| Seržant                                                                                        | mluvená role           | Gaussins                                 | Gaussins                        | Lurian                        | …                          |
| Kapitán švýcarské gardy                                                                        | mluvená role           | –                                        | Germain                         | Kracher                       | …                          |
| Zloději, pážata vévody z Orléans (rôles travestis), pekařky, grizety, policisté, strážníci aj. |                        |                                          |                                 |                               |                            |

## Děj opery
(konečná verze z roku 1876)

### 1. dějství

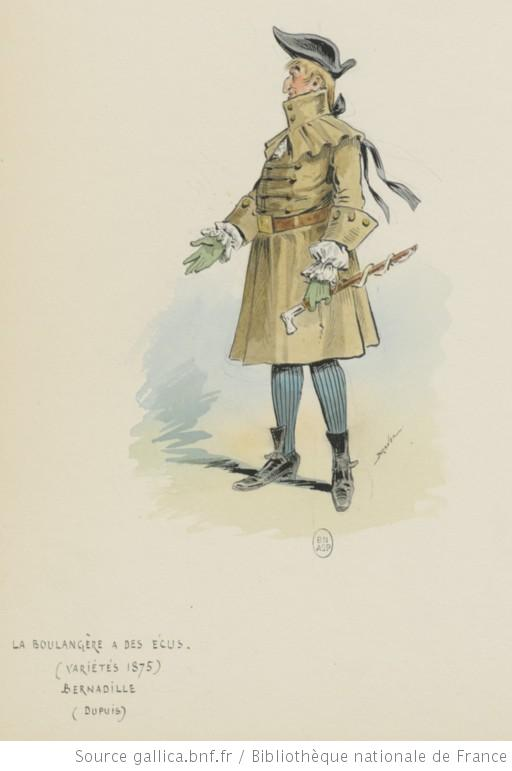
Dupuis jako Bernardille, kresba Drannera

(Podloubí pařížské tržnice – Les Halles de Paris – s Toinoniným hostincem, prosinec 1718) Je noc. Tržnicí se tiše kradou zloději a číhají na oběť. Podaří se jim okrást otylého finančníka, ale když poté narazí na tlupu pážat prince regenta, mají smůlu. Pážata se zlodějům vysmívají a ukazují prázdné kapsy – vracejí se právě od svých milenek, u nichž utratila všechny peníze. Zloději uznávají svou chybu a loučí se s pážaty v dobrém (č. 1 scéna Sur cette place solitaite… Nous avons chez la Cydalise a kuplet Ravannese, jednoho z pážat, Si je comprends ce que parler). Poslední ze zlodějů se pokusí okrást dalšího příchozího, ale ten ho rychle zažene na útěk. Je to pohledný mladý muž, dámský kadeřník Bernardille, který se zapletl do Cellamarova spiknutí proti princi regentovi. Nyní, když se spiknutí prozradilo, je na útěku před policií a chce se ukrýt u své milé Toinon. Jenže kvůli spiknutí se u Toinon už týden neukázal. Ta je na něj pochopitelně rozzlobená a vyčítá mu nevěrnost. Bernardille se nejprve brání, ale teprve když ho odpor unaví a přizná se, je Toinon ochotna mu odpustit, protože je do něj přese vše bláznivě zamilovaná (č. 2 duet Ainsi te voilà… Donc, après huit grands jours d'absence). Ale vzájemné vysvětlování o spiknutí je zdrží natolik, že Bernardilla při vstupu do Toinonina domu zahlédnou dva policejní agenti, Flammèche a Délicat. Dají se do rozhovoru s hostinskou, a i když se Toinon snaží dělat, jako by nic, a připravuje svůj hostinec na otevření, policisté vědí, na čem jsou. Jeden z nich zůstává hlídat dům a druhý jde přivolat komisaře s posilami.
[Tržnice ožívá, trhovkyně nabízejí své zboží. Brzy dorazí i komisař s posilami: Paříž za regentství je plná komplotů, a to je výborný čas pro policejní čmuchání (č. 3 sbor Sous les piliers de la halle a komisařův kuplet Ah! le beau temps que la Régence).]

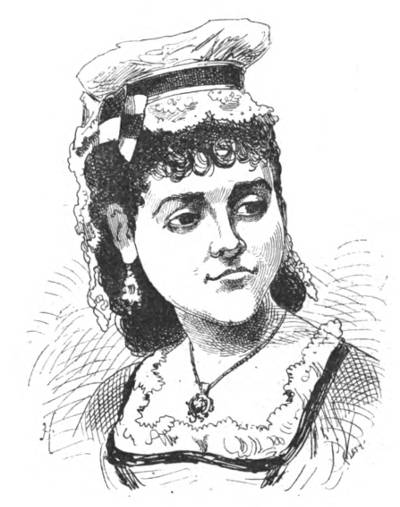
Paola Marié, první Toinon, kresba Georgese Lafosse z roku 1874

Jásot davu oznamuje příchod pekařky Margot, která zázračně zbohatla spekulacemi u pana Lawa. Nyní si může dovolit roznášet pečivo svým zákazníkům v honosných nosítkách se čtyřmi lokaji a osobním švýcarským gardistou. A protože rozdává lidem zdarma (a až dojde chléb, slibuje rozdávat koláče…), všichni ji vítají (č. 4 sbor Ah! qu'elle est fière a Margotin kuplet Lorsque j'étais fill' de boutique). Dříve Margot chtěli všichni milovat, ale o svatbě nebylo řeči, zato teď, co má tolary, se nabídky k sňatku jen hrnou. Ale nejvěrnějším ctitelem je její „Švýcar“ Coquebert, jeden z těch, které Lawovy obchody naopak připravily o všechno. Margot jeho lásku odmítá, ale připouští, že by se mohla naskytnout příležitost, aby jí prokázal svou obětavost. Zatím si chce popovídat se svou starou známou Toinon, ale ta má plnou hlavu své zoufalé situace (č. 5 Toinonina romance Ce qu' j'ai, tu me le demandes?). Margot má nápad, jak pomoci Toinoninu milenci ze spárů policie a ukrýt ho v její pekárně – a současně vyzkoušet Coquebertovu oddanost. Toinon se tento plán nezamlouvá, protože zná svou přítelkyni jako velkou svůdkyni a Bernardilla jako slabou povahu, ale policie se chystá k zátahu, takže souhlasí.
Margot tedy pověří Coqueberta delikátním úkolem. Ten si v Toinonině domě vymění s Bernardillem oblečení a kadeřníkovi se v přestrojení podaří přesvědčivě zahrát úlohu Švýcara. Jak policejní komisař, tak Margot poznamenávají, že tento „Švýcar“ je zvláště pohledný muž, a Toinoniny obavy rostou. Ale Bernardille v Margotině doprovodu bezpečně odchází a policie zatýká Coqueberta (č. 6 finále – sbor a ansámbl Encore un gueux qu'on va pincer, kuplet Bernardilla Matame, je n'étais bas loin, kuplet Margot N'est-ce pas que c'est un bel homme a ansámbl Mont'sir le commissaire me paraît bien content).

### 2. dějství

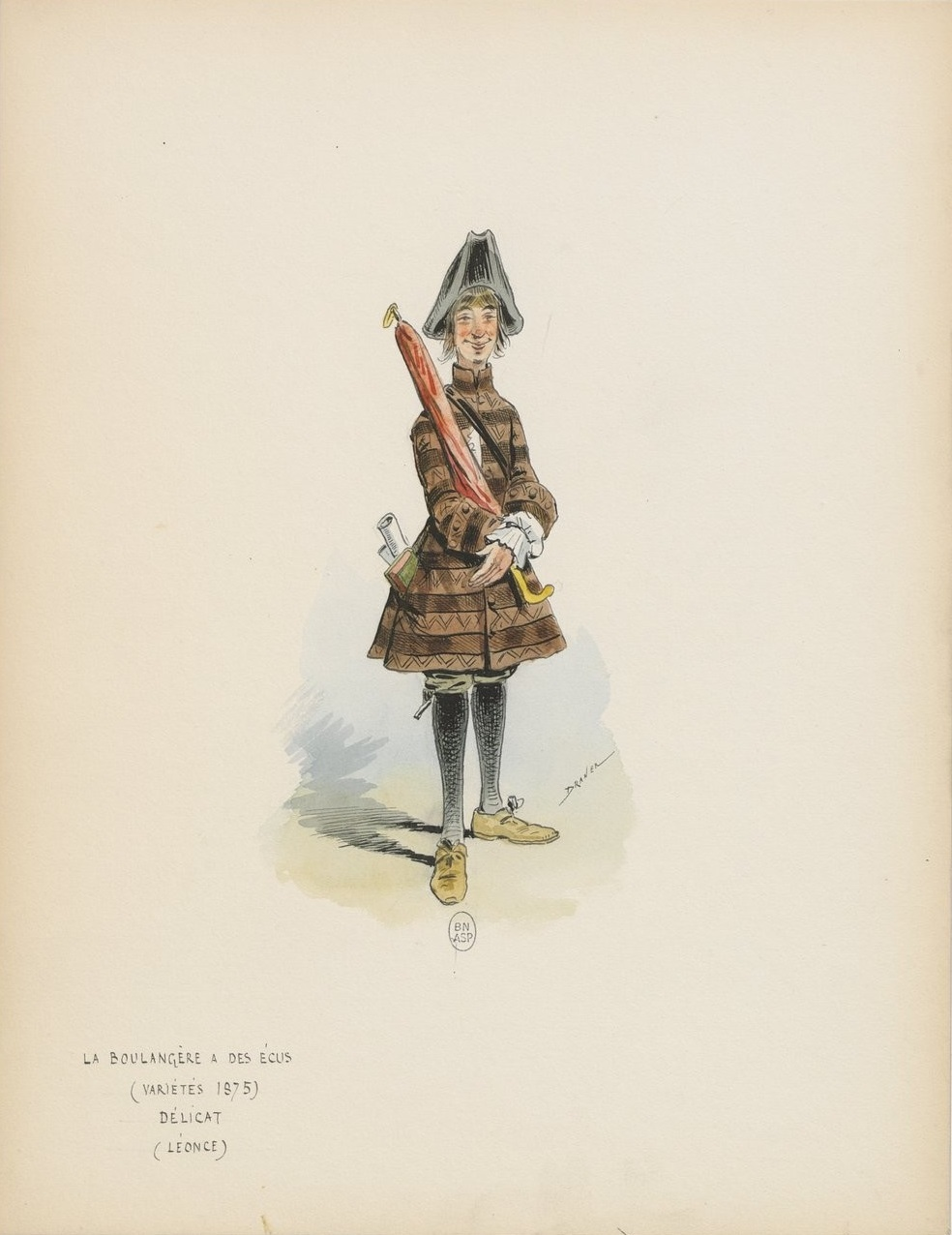
Léonce jako Délicat v Pekařka má tolary. Kresba Dranera.

(Luxusní pekařský krám) V prodejně Margot, bohaté pekařky, je živo. Pekařky prodávají chléb zákazníkům, mezi nimi pážatům prince-regenta (č. 7 sbor Avec politesse, avec gentilesse). Margot rozjívené mladíky mírní a jako varování jim vypráví příběh o ztracené cti lehkomyslné Manon Frelu (č. 8 rondo o Manon Frelu Savez-vous l'histoire advenu'). Pážata a grizety se dozvěděly, že má Margot v dílně nového pekaře, kterého střeží před zraky ostatních, což přičítají žárlivosti. Margot všechny vyhání. Ze sklepa od pecí přichází Bernardille. Chybí mu čerstvý vzduch a novinky, ale Margot ho zadrží, aby nevycházel na ulici – pátrání po členech Cellamarova spiknutí je stále v plném proudu. Bernardilla mrzí, že je v úkrytu už přes týden a Toinon ho dosud nenavštívila. Margot to zamlouvá, ale ve skutečnosti už několikrát poslala Toinon pryč, poněvadž se jí statný Bernardille zalíbil.

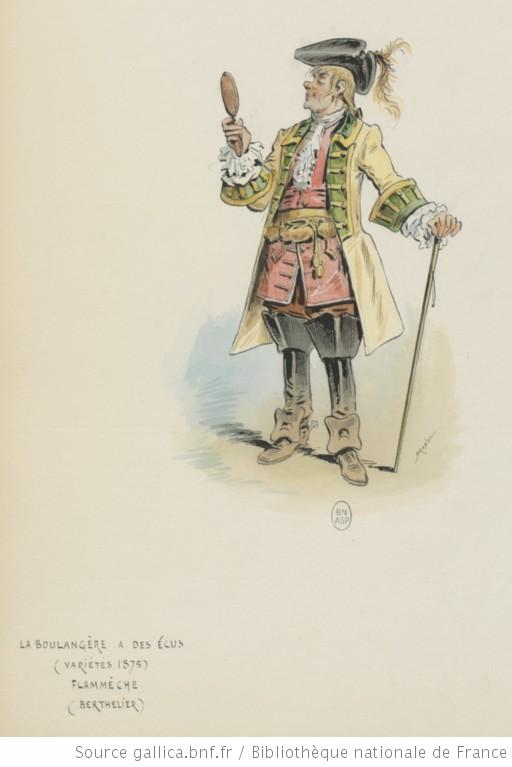
Jean Berthelier jako Flammèche v Pekařka má tolary. Kresba Dranera.

Do krámu přijdou Flammèche a Délicat v přestrojení za mlynářské pomocníky a přinášejí pytle mouky. Svou neobratnost vysvětlují tím, že ještě donedávna byli uhláři, a porovnávají obě řemesla (č. 9 kuplet mlynářů Les fariniers, les charbonniers). Přitom zahlédnou Bernardilla a dohadují se, že je to hledaný uprchlík. Vstupuje policejní komisař a Flammèche a Délicat mu hned sdělují své podezření. Komisař nechá nastoupit všechny pekaře a pekařky a dá předvést Coqueberta, aby mezi nimi označil toho, s kým si u Toinon vyměnil oděv (č. 10 ansámbl Nous voici, nous sortons). Ale Coquebert Bernardilla neprozradí. Komisař a jeho pomocníci musí odejít s nepořízenou, Coqueberta ponechávají na svobodě.
Coquebert si s Bernardillem vysvětlují situaci. „Švýcar“ je zamilován do Margot, a proto pro ni udělá vše, i když je mu jasné, že ona miluje Bernardilla. Margot je Coquebertovi vděčná, ale vděčnost a láska jsou různé věci, jak oba muži filosoficky konstatují (č. 11 kuplet Un homme d'un vrai mérite aimait). Coquebert se však nevzdává a sází na trvalost svého usilování.
Do pekařství vrazí Toinon v čele grizetek a hokyní z Halles. Obviňují Margot, že uloupila Toinonina milého. Bernardille je povolán, aby se rozhodl mezi oběma ženami, ale ten se volbě vyhýbá. Z trapné situace jej vysvobodí komisař s policisty, kteří zjistili pravdu a přicházejí Bernardilla zatknout. Jenže všechny ženy se staví do šiku na obranu šarmantního mladíka a strhne se velká a nepřehledná bitka (č. 12 finále Gardiennes de l'honneur de femmes s duetem Eh bien! quoi qu' t'as? a kupletem Margot Comment qu' t'as dit ça, commissaire?).

### 3. dějství
(1. obraz – policejní strážnice) Nudící se strážníci hrají karetní hru „la drogue“ (č. 13 sbor Vive le beau jeu de la drogue). Komisař je vysílá, aby zatkli výtržníky, kteří dělají neplechu v obchodě s galanterií, a poté velmi zdvořile vyslýchá Bernardilla. Až do rozhodnutí nadřízených dává kadeřníka zavřít do šatlavy. Bernardille ho varuje, že se bude snažit utéci, a komisař ho zase ujišťuje, že mu v tom budou bránit.

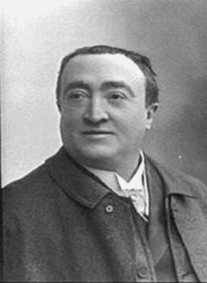
José Dupuis, první Bernardille

Stráže přivádějí výtržníky, z nichž se vyklubou pážata prince-regenta (č. 14 scéna C'est toi qui dis qu'on nous arrête). Komisař se ihned omlouvá, a protože je právě povolán ke svému nadřízenému a protože ohlašují návštěvu Toinon, požádá pážata, aby za něj vyřídila nevděčný úkol – ukonejšit nebohou Toinon. Pážata se této služby vesele ujímají. Toinon přichází prosit o propuštění Bernardilla, ale podle pážat je jediným prostředkem, jak toho dosáhnout, poprosit samotného prince-regenta. Toho se Toinon obává: vévoda má totiž pověst neukojitelného sukničkáře a stěží její žádosti vyhoví bez odměny… (č. 15 kuplet Je sais qu'on trouverait pas en France).
Pážata odvedou Toinon s sebou. Vzápětí stráž vyburcuje Flammèche a Délicata od hry v karty, protože vězeň uprchl po střeše. Policisté běží za ním. Bernardile na útěku se spustí do prázdné místnosti komínem, ale příchod komisaře ho zažene zpátky do komína, do kterého se již shora spouštějí Flammèche a Délicat. Komisař následuje Bernardilla do komína zezdola a uvnitř se odehraje šarvátka, z níž Bernardille vyvázne první, sebere komisařův kabát a paruku a uteče.
(2. obraz – Palais Royal) U večeře se veselí regentovy dvorní dámy v čele s jeho oficiální milenkou markýzou de Parabère (č. 16 sbor Jusqu'à bord remplissons nos verres a kuplet Madame de Parabère Ah! le bon temps que la Régence). Věnují se současně Toinon, která čeká na audienci – nyní je u regenta hraběnka z Escarbagnas s budoucím manželem. Vpadne sem Bernardille v policejním přestrojení, a protože i on má z úmyslů prince-regenta obavy, chce Toinon rychle odvést. Cestu mu zastoupí komisař s oddílem švýcarské gardy, který má zatknout „falešného komisaře“. Jenže který z obou komisařů je ten falešný? Přítomné ženy se všechny zaručují za Bernardilla, takže skutečný komisař vyjde naprázdno; zapřou ho i jeho podřízení Flammèche a Délicat.
Vřavu přeruší příchod hraběnky z Escarbagnas, jíž není nikdo jiný než Margot. Pomocí svého bohatství si pořídila titul i vyprosila milost pro Bernardilla (č. 17 kuplet Eh bien, je l'ai vu, c' fameux Régent!). Přitom přenechává kadeřníka Toinon a sama se spokojí se svým Coquebertem, který „není z těch, které milujeme, ale je z těch, za které se vdáváme“. Všichni jsou zváni na dvojitou svatbu – včetně obecenstva (č. 18 finále Si vous vouliez êtr' bien aimables).

## Nahrávky
- 1965 (rozhlasová nahrávka, bez dialogů a č. 3 a 13; LP 1968 E.J. Smith «The Golden Age of Opera, EJS 443; INA 103 00084) Zpívají: (Margot) Lina Dachary, (Toinon) Claudine Collart (Mme de Parabère) Denise Dupleix, (Mme. de Sabran) Janette Levasseur, (Bernadille) Aimé Doniat, (komisař) Lucien Huberty, (Ravannes) Raymond Amade, (Coquebert) Gaston Rey, (Délicat) Jacques Pruvost, (Flammèche) Gérard Friedman, (kapitá švýcarské gardy) René Lenoty, (zloděj) Yves Kervyn, (finančník) Pierre Saugey, (zlodějíček) Michel Martin. Chorale Lyrique de l'O.R.T.F. a Orchestre Lyrique de l'O.R.T.F. řídí Jean-Paul Kreder.[39]